# Бибиха
Бибиха — посёлок в Новосибирском районе Новосибирской области России. Входит в состав Кубовинского сельсовета.

## География
Расположен в 40 км к северу от Новосибирска, на правом берегу Оби, у впадения притока Бибиха.
Площадь посёлка — 47 гектаров.
Природные условия: берег реки Обь от каменистого до песчаного, вокруг — лес, преимущественно хвойный.
Высота над уровнем моря: 119 м.
В деревне действуют 4 СНТ: Обские Дали, Авиатор, Авиатор-2 и Тайга.
Соседние населённые пункты — посёлок городского типа Колывань; посёлки Сосновка, Красный Яр, Зелёный Мыс, Ломовская Дача, Седова Заимка; сёла Кубовая, Скала; деревни Чаус, Подгорная.
Название посёлка взято от названия протекающей и впадающей в реку Обь речушки Бибиха.

## Население
| 2002 | 2007 | 2010 |
| ---- | ---- | ---- |
| 92   | ↘88  | ↘65  |

## Инфраструктура
В посёлке по данным на 2007 год функционирует 1 учреждение здравоохранения.